# Mahō Shōjo Madoka Magica
Mahō Shōjo Madoka Magica (яп. 魔法少女まどか☆マギカ, укр. «Дівчинка-чарівниця Мадока Магіка») або Puella Magi Madoka Magica — аніме-серіал, створений компаніями Shaft і Aniplex під керівництвом режисера Акіюкі Шімбо; сценарій до нього написав Ґен Уробучі. Трансляція серіалу пройшла на телеканалах Японії з 6 січня по 21 квітня 2011 року. Дизайн персонажів розробила Уме Аокі. А 16 жовтня 2013 вийшло продовження — Puella Magi Madoka Magica: Rebellion Story. За рік до цього вийшла дулогічна компіляція з заголовками Початок та Вічність.

## Сюжет
За сюжетом деяка цивілізація, стурбована зростанням ентропії у всесвіті, створила технологію, яка дозволяє перетворювати емоції в енергію. Таким чином ця технологія може врятувати всесвіт від теплової смерті. Однак, серед представників цієї цивілізації емоції — лише рідкісне психічне захворювання. Тому ще з часів печерних людей істоти, що представляються «Кюбеями», укладають контракти із земними дівчатами у віці статевого дозрівання. Кожна дівчина, що уклала контракт, повинна боротися з «відьмами». За свою магію чарівниці платять рівною часткою відчаю, від якого повинні регулярно очищати свої «Самоцвіти душі». Рано чи пізно відчай руйнує самоцвіт і чарівниця перероджується у відьму, а Кюбей збирає енергію, що виділяється під час цього процесу. Як плата за таку долю, при укладенні контракту Кюбей виконує одне будь-яке бажання дівчини. Однак, зазвичай не повідомляє дівчатам нічого про їх майбутню долю, крім того, що їх чекають битви. Сюжет оповідає про п'ять дівчаток-чарівниць, які по ходу сюжету укладають контракт з Кюбеєм.

### Терміни світу
- Чарівниця (яп. 魔法少女, Махō Шьōджьо)

Чарівниця, або чарівна дівчинка, — це дівчина, яка уклала контракт з Кюбеєм. Цей контракт дозволяє виконати одне будь-яке бажання, але натомість дівчинка отримує чарівну силу для боротьби з відьмами; в більшості випадків, сила залежить від бажання, яке було загадано. Наприклад, бажання вилікувати когось надасть посилені регенеративні здібності. Однак після укладення контракту душа чарівниці переноситься в Самоцвіт Душі, а тіло стає простою оболонкою, яка ефективніша в боротьбі з відьмами, бо тоді будь-яке тілесне ушкодження не будете загрожувати життю чарівниці. Коли чарівниця впадає у відчай (як було з Саякою) і не може очистити свій камінь, то зі збігом часу вона перетворюється на відьму. Також чарівниці можуть померти, якщо знищити їх камінь іншими предметами (удар важким предметом, постріл пістолета).
- Самоцвіт Душі (яп. ソウル ジェム, Сōру Джему (Soul Gem))

Камінь, який утримує силу чарівниці і завдяки якому вони набувають бойове спорядження. Самоцвіт стає темнішим з часом використання і повинен бути поповнений Насінням Скорботи, інакше він стане слабким і тендітним. Якщо самоцвіт стане дуже темним і отримає «проклятий» відблиск, то він у свою чергу стане Сім'ям Скорботи, перетворюючи володарку в відьму. У звичайному вигляді він виглядає як кільце, що супроводжується маленьким малюнком на нігті. Самоцвіт буквально містить в собі душу тих, хто уклав контракт, залишаючи їх тіла як прості «апаратні засоби», якими вони управляють віддалено і які можуть витримати будь-яку кількість ушкодження без загрози життю. Здатність управляти тілом дещо обмежена: так, якщо дівчатка-чарівниці будуть на відстані понад 100 метрів від свого відповідного Самоцвіту Душі, то їх тіло стане млявим.
- Відьми (яп. 魔女, Маджьо)

Відьми — злі істоти, якими стають чарівниці, зіпсувавші свій Самоцвіт Душі, піддавшись розпачу. Відьми живуть у паралельних вимірах і тільки чарівниці можуть відшукати двері і пробратися в їхній світ. Якщо ж їх зовсім не чіпати, то тоді вони пробираються в реальний світ і дарують людям так званий «Поцілунок смерті», який дарує хвороби або підштовхує своїх жертв на вчинення самогубства. Найнебезпечнішу відьму звуть Вальпургієва ніч.
- Сім'я Скорботи (яп. グリーフシード, Ґуріїфу Шіїдо (Grief Seed))

Насіння Скорботи — чорний шип, від якого народжуються відьми. Незабаром утворює навколо себе бар'єр, що приховує відьму від простих людей. Коли відьма переможена, насіння, яке залишається, може використовуватися, щоб повернути чарівну силу Самоцвіту Душі, що стає темним, оскільки чарівництво витрачено. Якщо залишити насіння на сваволю долі, воно знову може перетворитися на відьму, тому потрібно відразу від нього позбавлятися. Самоцвіти душі можуть самостійно стати Насінням Скорботи, якщо вони стають занадто темними.

## Персонажі

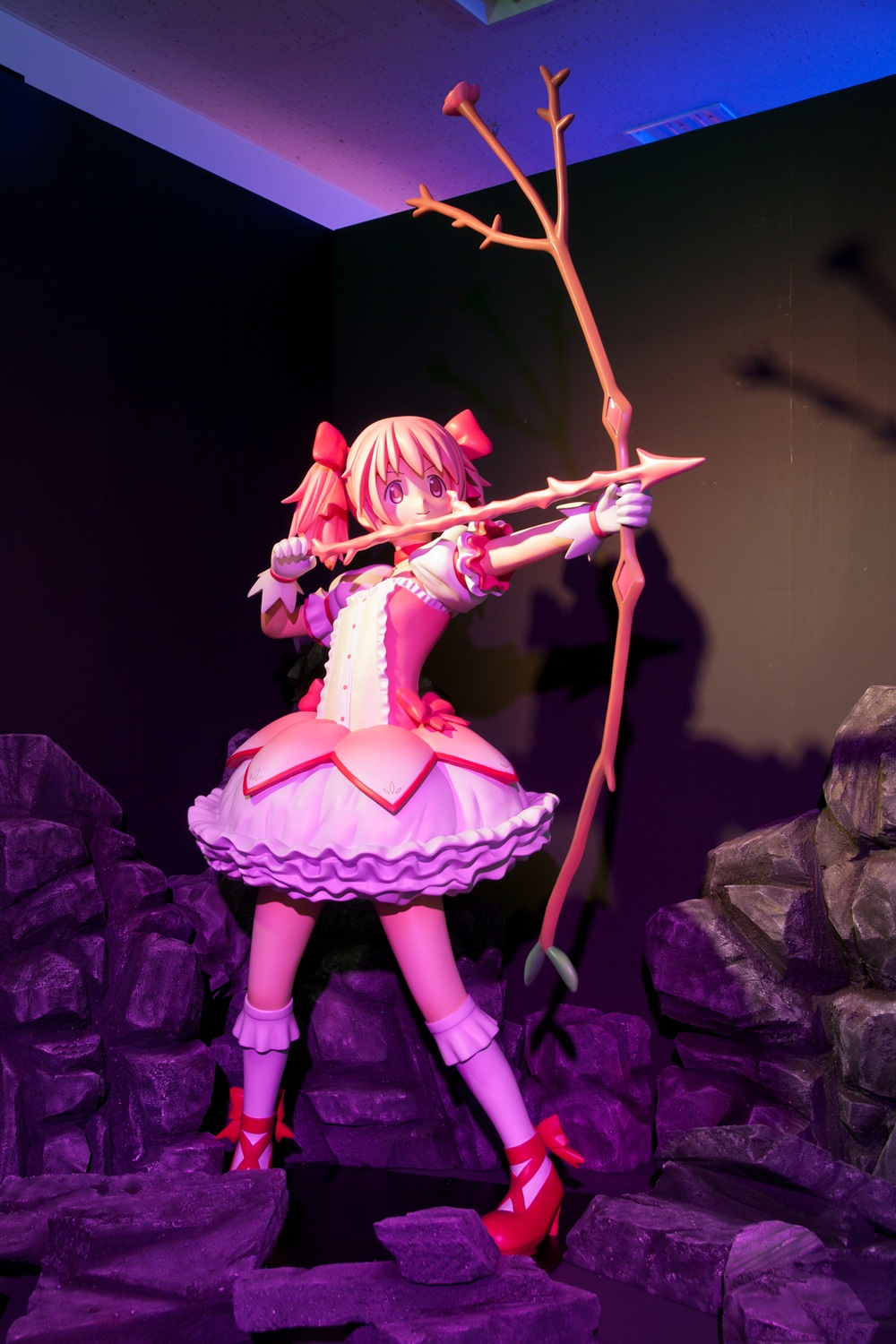
Мадока

Мадока Канаме (яп. 鹿目 まどか, Канаме Мадока) — чотирнадцятирічна дівчина, яка вважає що у неї немає ніяких талантів і завжди виступає проти насильства. У початковому ході історії вона уклала контракт з Кюбеєм (бажанням є спасіння кіцьки Аму, що попала під колеса автівки) і боролася разом з іншими героїнями. Однак, в результаті загинула в бою з Вальпургієвою ніччю. Вчинені Хомурою подорожі в часі створили безліч світів, центральною фігурою яких стала Мадока. Завдяки цьому в підсумку Мадока знайшла величезний магічний потенціал, який надзвичайно зацікавив Кюбея. У варіанті історії, на якому фокусується серіал, Хомурі вдається утримувати Мадока від укладення контракту до самої появи Вальпургієвої ночі. Однак, у підсумку вона загадує особисто знищити всіх відьом як в майбутньому, так і в минулому, і зникає з всесвіту, ставши божеством, забирає собі всю скорботу чарівниць, до того, як вони переродяться у відьом.

Сейю — Аой Юкі
Саяка Мікі (яп. 美樹 さやか, Мікі Саяка) — однокласниця і найкраща подруга Мадоки. Вона закохана у свого друга дитинства, Кесуке, який в минулому потрапив в аварію. Дівчина тепер часто відвідує його в лікарні. Хоча вона була налякана смертю Мамі, в результаті вона загадала зцілити Кесуке і дати йому можливість грати на скрипці. Зважаючи на її бажання, вона зцілюється набагато швидше за інших чарівниць. Незважаючи на свої почуття до Кесуке, дізнавшись, що його кохає інша, Саяка вирішала, що не має права претендувати на його любов, так як з її слів вона — зомбі, і впала у відчай, вважаючи, що годиться тепер лише для битв. Не бажаючи працювати за нагороду, вона перестала очищати свій Самоцвіт Душі Насінням Скорботи і в підсумку переродилася в відьму.

Сейю — Ері Кітамура
Хомура Акемі (яп. 暁美 ほむら, Акемі Хомура) — в минулому слабка дівчина, врятована Мадокою та Мамі. Її подруги одна за одною загинули на її очах і в підсумку вона загадала знову зустріти їх, цього разу як захисниця Мадоки. В результаті свого бажання вона отримала здатність переміщатися в часі і втручаючись в історію безліч разів. Дізналася все про справжню природу контрактів укладаються Кюбеєм. Однак, ніхто не вірив у її застереження і в результаті або всі гинули, або Мадока, ставши чарівницею, в результаті знищувала Землю. Тому у варіанті історії, на якому фокусується серіал, вона вже не намагається розповідати про майбутнє, а натомість намагається створити умови, при яких Мадоці не потрібно буде укладати контракт.

Сейю — Чіва Сайто
Мамі Томое (яп. 巴 マミ, Томое Мамі) — дівчинка-чарівниця і подруга Кюбея. Кюбей з'явився їй під час автокатастрофи, в якій, імовірно, загинули всі її родичі, тому бажанням Мамі було вижити. У нульовій часовій лінії є вчителем Мадоки. Однак, так як Хомура не дала Мадоці укласти контракт, у варіанті історії на якому фокусується серіал, Мамі лише показує дівчинам життя чарівниць. У результаті, під час одного з боїв загинула на очах своїх подруг.

Сейю — Каорі Мідзухаші
Кьоко Сакура (яп. 佐倉 杏子, Сакура Кьōко) — рудоволоса чарівниця, яка прибула в місто після смерті Мамі. Постійно щось їсть і не терпить, коли викидають їжу. Дочка священнослужителя, чиї погляди не збігалися з позицією церкви, в результаті чого його проповіді ніхто не слухав. Кьоко загадала, щоб слова її батька були нарешті почуті, що привело в його церкву безліч людей. Однак дізнавшись, що за всім цим стояла магія, батько лише розлютився на дочку. Нині Кьоко дотримується думки, що використання магії для інших не дасть нічого хорошого, і турбується тільки про себе. Так, вона спокійно дозволяє фамільярам відьом вбивати людей, у розрахунку, що пізніше фамільяри виростуть у відьму, з якої можна отримати Камінь скорботи. Спочатку конфліктувала з Саякою через різницю в поглядах на роботу чарівниць. Однак, у підсумку стала проявляти турботу до неї і загинула, знищивши разом із собою і перероджену в відьму Саяку. 

Сейю — Ай Нонака
Кюбей (яп. プーチン) / Інкубатор (яп. フイロ, Інкюбейтā) — група інопланетних істот, що укладають контракти з дівчатками-чарівницями. Ім'я утворене від англійського «Incubator», що також є одним з його імен. Телепати, позбавлені емоцій і погано розуміють систему людських цінностей. Вбити Кюбея досить легко, але на його зміну тут же приходить інший. 

Сейю — Емірі Като
Кьосуке Каміджьо (яп. 上條 恭介, Каміджьō Кьōсуке) — друг дитинства Саяки, талановитий скрипаль, який, пошкодивши руку в аварії, більше не може грати. Пізніше, завдяки Саяці, його рука виліковується, і він знову починає грати. 

Сейю — Сейко Йошіда
Хітомі Шідзукі (яп. 志筑 仁美, Шідзукі Хітомі) — подруга та однокласниця Мадоки і Саяки. Вона завжди зайнята, бо ходить на різні заняття. Як пізніше з'ясовується, вона закохана в Кьосуке. Вона розповідає про це Саяці, а після зізнається йому самому. 

Сейю — Рьоко Шінтані

## Медіа

### Аніме

#### Список серій
| № серії | Назва                                                                                                   | Трансляція в Японії |
| --- | --- | ------------------- |
| 1 | (We Sort of Met in a Dream…) «Юме но Нака де Атта Йōна…» (夢の中で会ったような・・・)                   | 6 січня 2011        |
| Мадоці сниться сон-спогад про попередній варіант історії, в якому Хомура бореться і програє Вальпургієвій ночі, а сама Мадока укладає з Кюбеєм контракт щоб врятувати подругу. На ранок Мадока зустрічає саму Хомуру, яка перевелася в її клас і яка застерігає дівчину від укладення контракту. Рятуючи переслідуваного Хомурою Кюбея, Мадока і Саяка потрапляє під атаку відьми, але їх рятує Мамі. Кюбей пропонує обом дівчатам укласти контракт. | |                     |
| 2 | (That Sounds Wonderful) «Соре ва тоттемо Урешії натте» (それはとっても嬉しいなって)                     | 13 січня 2011       |
| Мамі і Кюбей розповідають Мадоці і Саяці про виконання бажань і плати за них. Щоб вони визначилися зі своїм вибором, Мамі бере їх із собою на полювання, де вбиває відьму і рятує керовану нею жінку від самогубства. | |                     |
| 3 | (I'm Not Afraid of Anything Anymore) «Мō Нані мо Ковакунай» (もう何も怖くない)                          | 20 січня 2011       |
| Мадока і Саяка знаходять насіння скорботи, з якого скоро має народитися відьма. Вони кличуть на допомогу Мамі, яка ігнорує попередження Хомури про силу відьми і пов'язує її. У результаті відьма пожирає Мамі, але Мадоку і Саяку встигає врятувати Хомура. | |                     |
| 4 | (Miracles and Magic Both Exist) «Кісекі мо, Махō мо, Арундайо» (奇跡も, 魔法も, あるんだよ)             | 27 січня 2011       |
| Щоб зцілити страждаючого від нездатності грати на скрипці Кесуке, Саяка вирішується укласти контракт з Кюбееєм. Мадока зустрічає Хітомі, що потрапила під дію відьми, і намагаючись її зупинити, сама потрапляє під атаку. Однак її врятує Саяка. В цей час в місто перебуває Кьоко, що розраховує відібрати у Саяки територію. | |                     |
| 5 | (There's No Way I'd Regret This) «Кōкай нанте, Ару Ваке Най» (後悔なんて、あるわけない)                 | 3 лютого 2011       |
| Стурбована майбутнім Саяки Мадока просить Хомуру допомогти подрузі. Однак Хомура вважає, що Саяку вже не врятувати. Саяка стикається з Кьоко, яка демонструє вкрай цинічне ставлення до своєї роботи, — заради додаткових Насінь скорботи вона дозволяє фамільярам відьом вбивати людей. Це викликає смертельну сутичку між Кьоко і сильно поступаючій їй у силі Саякою. Щоб Мадока не намагалася укласти контракт і втрутитися в бійку, дівчат рознімає Хомура. | |                     |
| 6 | (This Just Isn't Right) «Конна но Дзеттай Окашійо» (こんなの絶対おかしいよ)                             | 10 лютого 2011      |
| Хомура розповідає Кьоко про майбутню появу Вальпургієвої ночі і пропонує об'єднати сили. Саяку ж вона обіцяє взяти на себе. Кьоко і Саяка затівають чергову бійку. Намагаючись їх розняти, Мадока викидає Камінь душі Саяки. В результаті розкривається, що цей камінь містить душу Саяки, а її тіло управляється дистанційно і лише на відстані не більше ста метрів від каменя. Тим не менш, з точки зору Кюбея, нічого страшного не сталося - він лише перемістив душі чарівниць в безпечніше місце. | |                     |
| 7 | (Can You Face Your True Feelings?) «Хонтō но Кімочі то Мукіаемасу ка?» (本当の気持ちと向き合えますか？) | 17 лютого 2011      |
| Саяка звинувачує Кюбея в приховуванні правди, але з його точки зору він лише промовчав про технічні деталі. На доказ необхідності перенесення душі в Камінь душі, він змушує Саяку відчути біль, який вона відчула б, якби билася в старому тілі. Кьоко розповідає Саяці про своє минуле. Хітомі говорить Саяці, що якщо та не зізнається Кьосуке у своїх почуттях, то завтра це зробить сама Хітомі. Однак, переставши бути людиною, Саяка не вважає себе у праві претендувати на почуття свого друга. Замість цього вона з істеричним сміхом б'є відьму. | |                     |
| 8 | (I've Been Such a Fool) «Аташітте, Хонто Бака» (あたしって、ほんとバカ)                                 | 24 лютого 2011      |
| Саяка перемагає відьму, але відмовляється забрати Насіння скорботи. Мадоці вона говорить лише те, що якщо Мадока хоче їй допомогти, вона теж повинна стати чарівницею і відкинути свою людяність. Хомура намагається змусити Саяку скористатися Сім'ям скорботи, а коли їй це не вдасться — вбити Саяку, що б та більше не завдавала болю Мадоці. Однак її зупиняє Кьоко. Кюбей визнається Мадоці, що, хоча його сил для цього недостатньо, ставши чарівницею, Мадока зможе врятувати Саяку. Однак, перш ніж він встигає укласти контракт, його вбиває Хомура. В цей час безумство Саяки прогресує і в підсумку вона перероджується в відьму, на очах Кьоко.                                                      | |                     |
| 9 | (That, I Will Not Allow) «Сонна но, Аташі ґа Юрусанай» (そんなの、あたしが許さない)                     | 3 березня 2011      |
| Хомура допомагає Кьоко втекти від відьми, в яку перетворилася Саяка, і забрати з собою її тіло. Попутно вона пояснює, що стало з Саяко. Кюбей розповідає Мадоці істинні причини, за якими його цивілізація укладає контракти. Кьоко пропонує Мадоці спробувати достукатися до розуму Саяки, хоча Кюбей чесно попереджає, що прецедентів перетворення відьми назад в чарівницю не було. У результаті Кьоко доводиться пожертвувати собою, щоб знищити Саяку. Кюбей зізнається, що спеціально не став відмовляти Кьоко, щоб змусити Мадоку битися з Вальпургієвою ніччю. | |                     |
| 10 | (I Won't Depend on Anyone Anymore) «Мō Даре ні мо Тайоранай» (もう誰にも頼らない)                       | 10 березня 2011     |
| Епізод розповідає про те, як Хомура стала чарівницею, і описує її численні спроби змінити історію. Навіть в тих варіантах історії, де Мадока до останнього відмовляється укласти контракт, Кюбей все одно змушує її стати чарівницею, заради перемоги над Вальпургієвою ніччю. При цьому доля планети, яку Мадока незабаром знищить, перетворившись на відьму, абсолютно не турбує його. | |                     |
| 11 | (The Last Path Left) «Сайґо ні Нокотта Мічішірубе» (最後に残った道しるべ)                               | 21 квітня 2011      |
| Кюбей висуває теорію, що сила Мадоки викликана саме подорожами Хомури, яка створила безліч альтернативних світів з Мадокою в ролі центрального персонажа. Мадока і Кюбей сперечаються про етичність контрактів і в ході суперечки Кюбей демонструє історію людства, показуючи, що якби не сила бажань чарівниць, людство все ще жило б у печерах. Хомура намагається поодинці перемогти Вальпургієву ніч. Бачачи марність її спроб, Мадока вирішує їй допомогти. | |                     |
| 12 | (My Best Friend) «Ваташі но, Сайкō но Томодачі» (わたしの、最高の友達)                                  | 21 квітня 2011      |
| Кюбей обіцяє Мадоці що тепер, коли в ній переплелося безліч світів, він може виконати будь-яке, навіть найнеймовірніше бажання. У відповідь Мадока бажає знищити всіх відьом, як у минулому, так і в майбутньому, ще до того як вони народяться. Хоча Кюбей шокований бажанням, що йде проти основ всесвіту, він виконує його. У результаті Мадока стає божеством, що бере на себе скорботу чарівниць, до того як вони стануть відьмами. Тепер, замість того щоб перероджуватися в відьом, вони просто зникають. Однак на зміну відьмам прийшли нові вороги, з якими повинні боротися чарівниці, а з всесвіту зникли всі свідчення існування Мадоки і лише Хомура та молодший брат самої Мадоки пам'ятає про неї. | |                     |

### Музичний супровід
Музику до серіалу написала Юкі Кадзіура
Відкриваюча музична композиція:
- «Connect» (виконує ClariS)

Закриваюча музична композиція:
- «Magia» (виконує Kalafina)

### Манґа
Паралельно з початком виходу аніме видавництво «Houbunsha» почало випуск трьох різних манґа-серіалів, сюжет яких розгортається в сеттінгу даного твору.
- Mahou Shoujo Madoka Magica (яп. 魔法少女まどか☆マギカ) — виходить з лютого 2011 року. Вона є прямою адаптацією сюжету аніме.
- Mahou Shoujo Kazumi Magica: The Innocent Malice (яп. 魔法少女かずみ☆マギカ〜The innocent malice〜) — виходить з січня 2011. Відгалуження сюжету за участю інших персонажів.
- Mahou Shoujo Oriko Magica (яп. 魔法少女おりこ☆マギカ) — почала публікуватися після показу аніме-серіалу. Також є окремою самостійною історією.